# Nina at the Village Gate
Nina at the Village Gate — концертный альбом певицы и пианистки Нины Симон, записанный в клубе Village Gate в Гринвич-виллидж, Нью-Йорк в 1961 году.

## Об альбоме
Альбом обращает внимание, в первую очередь, обилием песен, вдохновлённых афроамериканским и африканским фольклором («Brown Baby»; «Zungo»; «House of the Rising Sun»; «Children Go Where I Send You»), наряду с джазовыми номерами («Bye Bye Blackbird»; «He Was Too Good to Me»). Альбом включает оригинальную интерпретацию знаменитой народной песни «House of the Rising Sun» (в переводе с англ. — «Дом восходящего солнца»), записанную раньше версий Боба Дилана и Animals. «Zungo» — это африканская трудовая песня.
Нина Симон сделала эту запись в составе своего постоянного квартета, включающего фортепиано, гитару, контрабас и ударные.

## Список композиций
- Just in Time (Comden, Green, Styne)
- He Was Too Good to Me (Hart, Rodgers)
- House of the Rising Sun (traditional)
- Bye Bye Blackbird (instrumental) (Dixon, Henderson)
- Brown Baby (Brown)
- Zungo (Olatunji)
- If He Changed My Name (MacGimsey)
- Children Go Where I Send You (Simone/traditional)

## В записи участвовали
- Nina Simone — вокал, фортепиано
- Al Schackman — гитара
- Chris White — контрабас
- Bobby Hamilton — ударные